# Tata (Marrocos)
Tata é uma cidade e um oásis do deserto do Saara, no sul de Marrocos, situado a pouca distância de fronteira com a Argélia, a sul do Antiatlas. É a capital da província homónima, a qual faz parte da região de Guelmim-Es Smara. Segundo o censo de 2004, a comuna tinha 15 192 habitantes.
A província tem cerca de 26 000 km² e é rodeada pelas províncias de Assa-Zag, Tarudante, Tiznit, Guelmim e Ouarzazate. A cidade situa-se 290 km a sudeste de Agadir .
As principais localidades do município são, além de Tata:
- Akka
- Amezrou
- Bougir
- Foum Lahcen
- Foum Zguid
- Lamhamid
- Lmahroug
- Ouagrout
- Smira